# Močioci (gmina Ivanjica)
Močioci (cyr. Мочиоци) – wieś w Serbii, w okręgu morawickim, w gminie Ivanjica. W 2011 roku liczyła 112 mieszkańców.